# El Rosario (Comayagua)
El Rosario é uma cidade hondurenha do departamento de Comayagua.